# 예비선거
예비선거(豫備選擧, 영어: primary election)는 본 선거에 앞서 후보자를 좁히려 열리는 선거이다.
예비선거는 유권자가 다가오는 총선거, 지방선거 또는 보궐선거에서 자신의 정당 후보 또는 일반 후보에 대한 선호도를 표시할 수 있는 투표 과정이다. 국가 및 해당 국가 내의 행정 구역에 따라 유권자는 공개형 예비선거라고 하는 일반 대중으로 구성되거나 폐쇄형 예비선거라고 하는 정당의 구성원만으로 구성될 수 있다. 이 외에도 전 세계에서 선거를 치르는 많은 국가에서 사용하는 예비선거에 대한 다른 형태가 있다.
예비선거의 기원은 후보 공천권을 당 대표에서 국민으로 가져가려는 미국의 진보운동으로 거슬러 올라간다. 그러나 정당은 정당의 이름으로 공천 후보자의 공천 방식을 통제한다. 후보를 선출하는 다른 방법으로는 코커스, 전당대회나 당대회 등 정당 내부선발, 당 대표의 직접 지명, 공천회의 등이 있다.
예비선거는 일반적으로 대통령, 주지사 또는 입법부 의원과 같이 임기가 엄격한 직책을 위해 실시된다. 그러나 새로운 선거에 의지하지 않고 교체될 수 있는 총리와 같은 직책은 당원이 정당의 지도자를 선출하는 지도부 선거와 유사한 과정을 거친다. 대부분의 경우, 정당이 정부에 진입하면 정당의 지도자는 총리(연방 선거에서) 또는 총리/수석/제1장관(성, 주, 영토 또는 기타 1급 행정 구역)이 된다. 가장 많은 좌석을 가지고 있다. 따라서 지도부 선거는 당의 사실상의 총리나 총리 후보를 위한 선거로 간주되는 경우가 많다.
그러나 총리 예비선거는 2021년 헝가리 야당 예비선거와 같은 정당 간 선거 연합에서 개최되었으며, 단일 정당이 지도자를 유지하지만 포르투갈 사회주의자로 다른 사람을 총리 후보로 선택한 경우에도 실시되었다.
반대의 경우도 발생할 수 있다. 대만의 민진당은 현직 DPP 총재에게 당의 내부 지도권을 자동으로 부여한다.

## 같이 보기
- 오픈 프라이머리(open primary)